# Skrzydła nocy (opowiadanie)
Skrzydła nocy (tyt. oryg. Nightwings) – amerykańskie opowiadanie fantastycznonaukowe z 1968 autorstwa Roberta Silverberga. W 1969 wygrało Nagrodę Hugo za najlepsze opowiadanie. W 1968 było również nominowane do Nebuli, a w 1976 zdobyło francuską Prix Apollo. 
To pierwsze z trzech opowiadań tworzących cykl (kolejne to: Perris Way, 1968 i To Jorslem, 1969), który następnie został przerobiony na powieść pod tym samym tytułem. W Polsce ukazało się w formie powieści w 2017 nakładem wydawnictwa Mag w tłumaczeniu Krzysztofa Sokołowskiego.